# کورینت، (جنوب)، شهرستان رندالف، آلاباما
کورینت (به انگلیسی: Corinth) یک منطقهٔ مسکونی در ایالات متحده آمریکا است که در شهرستان رندولف، آلاباما واقع شده‌است. کورینت  ۲۶۹٫۱۴ متر بالاتر از سطح دریا واقع شده‌است.